# Balsana reducta
Balsana reducta är en insektsart som först beskrevs av Walker 1851.  Balsana reducta ingår i släktet Balsana och familjen spottstritar. Inga underarter finns listade i Catalogue of Life.